# 朱厚𤊻
吉定王朱厚（1509年—1539年），是追封悼王朱祐枎庶第一子，簡王朱見浚庶長孫，明朝第二代吉王。朱厚𤊻於嘉靖八年（1529年）襲封吉王。他在位十年，在嘉靖十八年（1539年）過世，諡號定，一年後由其子朱載均嗣位。
《國朝獻徵錄》载朱厚有二子，朱載均为长子。史料并无关于其次子的更多信息，可能未賜名就已早逝。